# Sändaren
Sändaren var en kristen nyhetstidning som gavs ut mellan 1992 och 2024.

## Historik
Sändaren startades 1992, som en efterföljare till (dåvarande) Svenska Missionsförbundets Svensk Veckotidning och Svenska Baptistsamfundets Veckoposten. Tidningens första chefredaktör var Lena Lönnqvist. År 1999 efterträddes hon av Bernt Jonsson och 2001 tog Magnus Stenberg över.
Från borgerligt håll har det kritiserats att de tre första chefredaktörerna varit knutna till den socialdemokratiska broderskapsrörelsen. Under de senare chefredaktörerna har den politiska hållningen breddats. 
Sedan 2006 ingick tidningen i Berlingkoncernen där även Kyrkans Tidning, och bokförlaget Verbum ingår. Tidigare ingick numera nedlagda bokförlaget Cordia, samt magasinen Trots Allt och Amos även i koncernen.  
I maj 2009 utsågs den förre chefredaktören för Dagens Nyheter, Anders Mellbourn att leda tidningen. Tidningen övergick från 2011 till veckoutgivning efter att tidigare utkommit var fjortonde dag (glesare på sommaren). Tidningen hade dock även tidigare haft veckoutgivning, men upphörde med detta då man förlorade presstödet.[när?]
I november 2012 blev Annika Ahlefelt chefredaktör och i september 2018 efterträddes hon av Robert Tjernberg. Under Tjernbergs ledning vände upplagesiffrorna uppåt för första gången sedan tidningen blev TS-ansluten. År 2018 var den TS-kontrollerade upplagan 5 600 exemplar i veckan. 
Bland de fasta skribenterna under 2020-talet märktes kyrkohistorikern Joel Halldorf, digitala medier-experten Emanuel Karlsten, litteraturvetaren Josefin de Gregorio och teologen Philip de Croy. 
Sändaren var i huvudsak evangelisk progressiv med Equmeniakyrkan som främsta bevakningsområde. Tidningen förespråkade bland annat en mer öppen flyktingpolitik, ökat bistånd till fattiga länder, ett fritt civilsamhälle, konfessionella friskolor och samkönade äktenskap. Tidningen har en balanserad syn på Israel–Palestina-konflikten.
I november 2024 meddelades att Sändaren på grund av uteblivet presstöd läggs ned och sista numret utkom i slutet av 2024.
Vid årsskiftet 2024-2025 övertog Equmeniakyrkan utgivningsbeviset ifall tidningen kan startas upp på nytt - kanske som digitalt medlemsblad.